# Giuseppe Benedetto Tornielli
Giuseppe Maria Benedetto Tornielli Brusati conte di Vergano (Novara, 21 marzo 1764 – 1846) è stato un politico italiano, che tra il 1824 e il 1829 ricoprì l'incarico di Viceré e Capitano generale del Regno di Sardegna. Insignito del Collare dell'Ordine supremo della Santissima Annunziata e della Gran Croce dell'Ordine dei Santi Maurizio e Lazzaro.

## Biografia
Nacque a Novara il 21 marzo 1764, figlio di Luigi e di Marianna Trevi. Ufficiale dei granatieri dell'Armata Sarda, nel 1794 divenne Gentiluomo di Camera de Re. Il 20 febbraio 1798 sposò la signorina Celestina Camilla Bagliotti, da cui ebbe due figli, Marianna (1804-1823) e Eugenio (1810-1868). Stabilitasi a Cerano, il 3 gennaio 1800 la coppia si vide confiscare la casa dalla truppe francesi, ma, grazie all'aiuto del commissario dipartimentale Lizzoli, a metà del 1802 fu nominato Luogotenente del nuovo prefetto dell'Agogna Raffaele Parravicini. Nel 1806 lui stesso fu nominato prefetto del Dipartimento del Mella mentre a Novara arrivò Alvise Mocenigo, che accoglierà Napoleone Bonaparte di passaggio in città nel novembre 1807. Stabilitosi a Brescia, il 17 settembre 1811 fu nominato Barone dell'Impero.
Dopo la restaurazione di Casa Savoia, nel 1816 fu Intendente generale di polizia, giustizia e finanze della Savoia, e tra il 1824 e il 1829, sotto re Carlo Felice ricoprì l'incarico di Viceré e Capitano generale del Regno di Sardegna. Grande di Corona, nel 1834 era primo segretario di S.M. Re Carlo Alberto per il gran magistero dell'Ordine dei Santi Maurizio e Lazzaro. Il 23 dicembre 1836 fu insignito del Collare dell'Ordine supremo della Santissima Annunziata, e si spense nel 1846.